# Stockholm (Dakota del Sur)
Stockholm es un pueblo ubicado en el condado de Grant en el estado estadounidense de Dakota del Sur. En el Censo de 2010 tenía una población de 108 habitantes y una densidad poblacional de 94,56 personas por km².

## Geografía
Stockholm se encuentra ubicado en las coordenadas 45°6′11″N 96°47′54″O / 45.10306, -96.79833. Según la Oficina del Censo de los Estados Unidos, Stockholm tiene una superficie total de 1.14 km², de la cual 1.12 km² corresponden a tierra firme y (1.81%) 0.02 km² es agua.

## Demografía
Según el censo de 2010, había 108 personas residiendo en Stockholm. La densidad de población era de 94,56 hab./km². De los 108 habitantes, Stockholm estaba compuesto por el 91.67% blancos, el 0% eran afroamericanos, el 2.78% eran amerindios, el 0% eran asiáticos, el 0% eran isleños del Pacífico, el 0.93% eran de otras razas y el 4.63% pertenecían a dos o más razas. Del total de la población el 0.93% eran hispanos o latinos de cualquier raza.